# تاريخ القدرة
يشير تاريخ القدرة إلى قدرة المفاعل النووي خلال فترة ممتدة من الزمن. يعد تاريخ القدرة مهمًا للحسابات والعمليات التي تنطوي على حرارة الاضمحلال سموم نواتج الانشطار ولتجنب حفرة اليود أثناء إيقاف المفاعل.
فعلى سبيل المثال، المفاعل النووي الذي يعمل بطاقة 100٪ لمدة 100 ساعة ثم انخفضت إلى 20٪ من الطاقة لمدة 5 ساعات ستكون كمية حرارة الاضمحلال وسموم نواتج الانشطار له مختلفة عن نفس المفاعل النووي الذي يعمل بطاقة 20٪ لمدة 105 ساعات. هذا لأن المفاعل الثاني له تاريخ قدرة مختلف.